# Довгий корабель
Довгий корабель (дан. Langskib; норв. Langskip; швед. Långskepp) — узагальнююча назва для військових кораблів вікінгів, що мали видовжену вузьку конструкцію завдовжки більше ніж 15 метрів та співвідношенням довжини корабля до його ширини в межах від 5:1 до 7:1. Кораблі з подібною конструкцією використовувались у Скандинавії протягом багатьох сторіч. Їх існування було задокументовано в літературних джерелах (сагах) та археологічно доведено щонайменше з IV століття до нашої ери. Довгі кораблі широко відомі завдяки їх використанню скандинавами, але схожі кораблі використовувались іншими культурами регіону, як-от англосаксами.
Конструкція довгих кораблів розвивалася протягом багатьох століть і в VI столітті призвела до появи кораблів з клінкерною обшивкою корпусу як Нидамський човен. У своєму довершеному вигляді довгий корабель з'явився в Добу вікінгів (IX—XII століття). Принципи будівництва та зовнішній вигляд цих кораблів зберігаються в скандинавських традиціях суднобудування до наших днів. Спеціальні навички та методи, які використовуються для виготовлення довгих кораблів, досі використовуються в усьому світі, часто з сучасними адаптаціями. Усі вони були виготовлені з дерева, з тканинними вітрилами (тканою вовною) і мали кілька деталей та різьблення на корпусі.
Усі довгі кораблі іноді називають дракарами, хоча у вузькому сенсі дракарром був довгий корабель з зображенням дракона на штевнях. Цей тип кораблів відомий з літературних джерел але жодного разу не був підтверджений археологічно. Зразки довгих кораблів вікінгів можна побачити в Музеї кораблів вікінгів Осло, Норвегія, Музеї кораблів вікінгів в Роскілле, Данія та в Музеї вікінгів в Хедебю, Шлезвіг, в сучасній Німеччині.

## Характеристики
Довгі кораблі характеризувалися як витончені кораблі з довгим, вузьким та легким корпусом та низькою осадкою, вся конструкція яких була призначена для збільшення кількості екіпажу і досягнення високої швидкості. Неглибока осадка корабля дозволяла плавати у водах глибиною лише один метр та вільно висаджуватися на берег в більшості місць, а його невелика вага дозволяла перевозити його через волоки або використовувати в перевернутому вигляді в якості укриття в таборах. Довгі кораблі мали симетричні гострі ніс та корму, що дозволяло кораблю швидко змінювати напрямок без розвороту; ця особливість виявилася особливо корисною в північних широтах, де айсберги та морський лід становили небезпеку для навігації. Довгі кораблі були оснащені веслами майже по всій довжині самого човна. Пізніші версії мали прямокутне вітрило на одній щоглі, яке використовувалося для заміни або збільшення зусиль веслярів, особливо під час довгих подорожей у відкритому морі. Середня швидкість кораблів вікінгів залежала від конструкції корабля, але лежала в діапазоні 5-10 узлів (10-20 км/год), а максимальна швидкість довгого корабля за сприятливих умов становила близько 15 узлів (29 км/годину).

## Історія
Перші відомі попередники довгіх кораблів вікінгів відомі з 500—300 років до н. е., коли був побудований данський Йортспринзький човен. Цей човен ще не мав вітрила і був виключно весловим «зшитим судном», тобто дерев'яні деталі цього човна були скріплені між собою за допомогою органічних мотузок, а не металевих цвяхів. Човен мав округлу форму в поперечному розрізі і при 20 метрах завдовжки мав лише 2 метри завширшки. Заокруглений переріз майже з пласким дном забезпечував високу швидкість і можливість плавання в мілких водоймах. Судно буле дуже швидкими, але мало невелику вантажопідйомність і його форма обумовлювала переважно річкове використання.

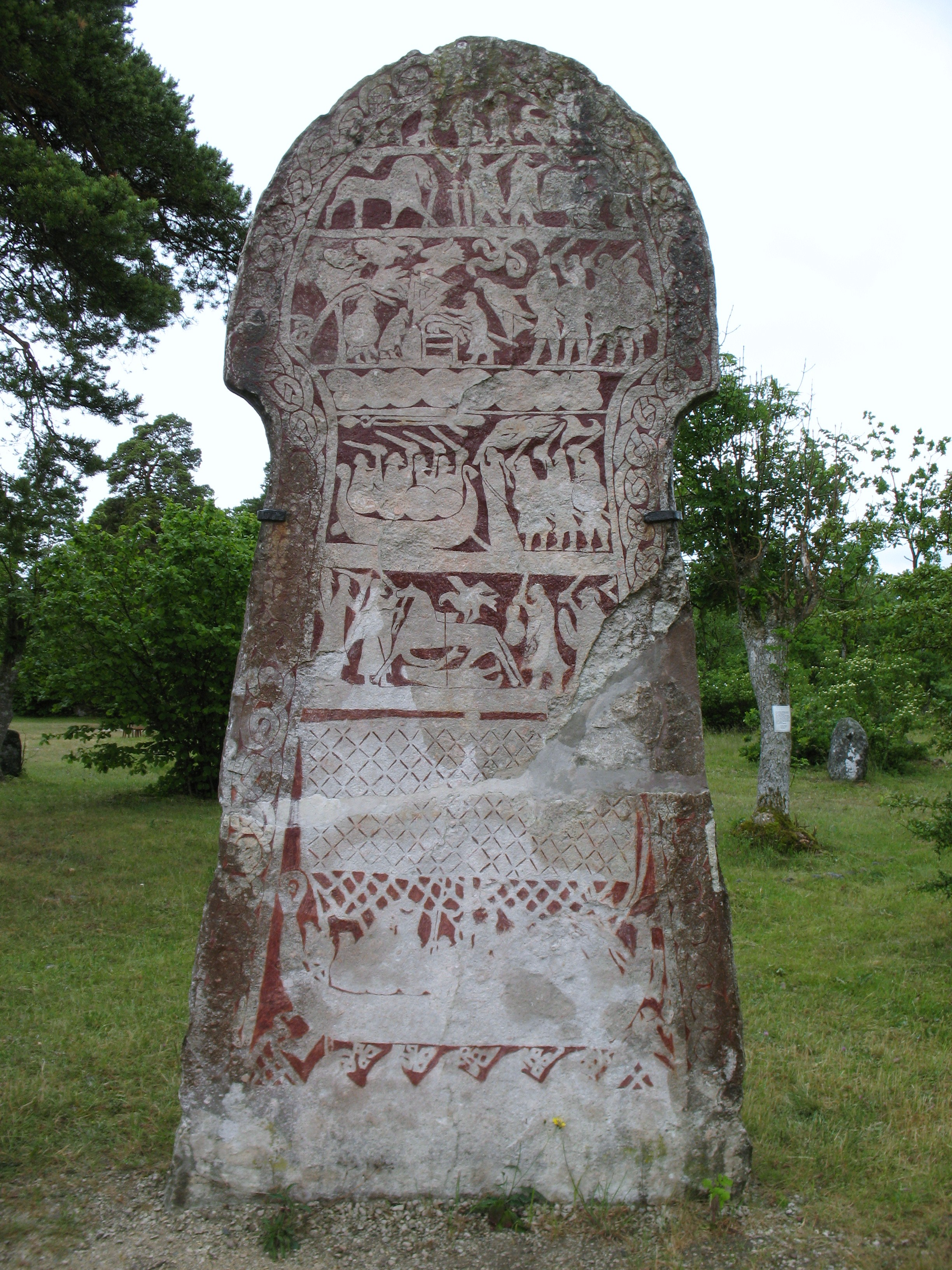
Камінь Stora Hammars I, Швеція, на якому зображені озброєні воїни на довгому кораблі

Найдавнішим із знайдених гребних довгих кораблів є 23-метровий Нидамський човен, побудований у Данії близько 350 року нашої ери. Він, як і Йорпринзький човен, мав дуже заокруглені підводні секції, але мав більш високі борти, що надавало йому більшої стабільності в бурхливому морі і захищало від хвиль. Нидамський човен також не мав вітрил, але дошки його клінкерної обшивки, вже були скріплені залізними цвяхами-заклепками. Штевні на носі і кормі лише незначним чином підвищувались над бортами, а кіль являв собою пласку дошку, хоча й приблизно вдвічі товщу за звичайну дошку обшивки, але все ще недостатньо міцну, щоб витримати вагу щогли.
Англосакський корабель Саттон Гу, який іноді називають кораблем-привидом Вулфлінгів, мав приблизно 27 м завдовжки і 4,5 м завширшки, був збудований близько в 625 році нашої ери. Корабель був розчавлений вагою ґрунту під час поховання, але більшість його деталей вдалось реконструювати. Корпус корабля Саттон Гу був схожий на корпус Нидамського корабля, але мав більш широко рознесені борти. Порівняно з пізнішими довгими кораблями, дубові дошки мають ширину — близько 250 мм включно з перекриттями, з меншою конусністю на носі та кормі. Дошки мали 25 мм товщиною. 26 рам (шпангоутів) розміщувались на відстані 85 см між собою. На кожному боці було дев'ять широких дощок. Корабель мав легкий кіль, але яскраво виражений форштевень і корму. Реконструкція припускає, що корма була значно нижчою за ніс. Корабель мав рульове весло на правому борті, яке кріпилось на відповідній рамі. Піднятий ніс подовжувався приблизно на 3,7 метра над кілем і корпусом, за оцінками, становив 75 см при невеликому навантаженні. Між кожною дошкою дошки були накладені внапуск у звичайний клінкерний стиль і скріплені шістьма залізними заклепками на дошку. Немає жодних доказів наявності щогли, вітрила чи посилення кіля на міделі, але сучасна копія Soe Wylfing, виготовлена в масштабі 1:2 дуже добре плавала з вітрилом невеликої площі.
Вітрила почали використовувати, можливо, з VIII століття. Найдавніші мали або плетений, або картатий візерунок і складались зі зшитих вузьких смуг тканини.
Наприкінці VIII століття був побудований Квалсунський корабель. Це перший відомий корабель із справжнім кілем. Його форма поперечного перерізу була більш плоскою знизу з меншою спалахом до верхньої частини. Ця форма є набагато стабільнішою та здатна витримувати бурхливі умови моря. Він мав високий ніс пізніших кораблів. Після кількох століть еволюції повністю розвинений корабель з'явився десь у середині IX століття. Його довга, витончена, грізна фігура голови, висічена на кормі, як-от Усеберзький корабель, повторювала конструкції своїх попередників. Тепер щогла мала квадратний перетин і розташовувалася у середині корабля, її можна було опускати й піднімати. Борти корпусу були скріплені разом, щоб дозволити йому гнутися з хвилями, поєднуючи легкість і легкість у керуванні на суші. Кораблі були достатньо великими, щоб перевозити вантаж і пасажирів під час довгих океанських подорожей, але все ще зберігали швидкість і маневреність, що робило лонгшип універсальним військовим кораблем і вантажоносцем.
В часи Доби вікінгі (VIII—XI століття) довгі кораблі вікінгів досягнули своєї вершини розвитку і були потужною та високоцінованою морською зброєю свого часу. Археологічні знахідки показують, що кораблі вікінгів не були стандартизовані. Кораблі відрізнялися в залежності від конкретного виробника та від місця будівництва і часто мали регіональні особливості. Наприклад, вибір матеріалу був здебільшого продиктований регіональними лісами, такими як сосна з Норвегії та Швеції та дуб з Данії. Крім того, кожен корабель вікінгів мав особливі особливості, пристосовані до природних умов, за яких він плавав.
Довгі кораблі часто перебували у спільному володінні прибережних фермерів, які під час військового конфлікту ставали його екіпажем або замовлялись ерлами чи королями, щоб швидко зібрати для війни великі та потужні військово-морські сили. Довгі кораблі використовувалися скандинавами у війні переважно як військові транспортні засоби для перевезення війська, але з саг відомо також про участь довгих кораблів у справжніх морських битвах, таких як Битва під Сволдером в 1000 році. Під час морських битв довгі кораблі іноді зв'язували разом, щоб утворити стійку платформу рукопашної битви.
Під час піку експансії вікінгів у IX столітті, великі флоти довгих кораблів атакували занепадаюче Франкське королівство, проникаючи вглиб країни по судноплавним річкам, таким як Сена. Руан був розграбований у 841 році, через рік після смерті Людовика Благочестивого, сина Карла Великого. Квентовік, поблизу сучасного Етаплі у Франції був атакований у 842 році, а у 845 році 600 данських кораблів напали на Гамбург. У тому ж році 129 кораблів здійснили напад піднявшись вгору по Сені. Такі супротивники скандинавів, як англосакси, називали довгі кораблі «кораблями-драконами», оскільки вони мали форштевень у формі дракона. Скандинавці мали сильне почуття морської архітектури, і в період раннього середньовіччя вони були передовими для свого часу.

## Види довгих кораблів
Довгі кораблі вікінгів можна класифікувати на кілька різних типів, залежно від розміру, деталей конструкції та престижу. Найпоширенішим способом класифікації довгих кораблів є кількість гребних місць (пар весел) на борту.

### Карв

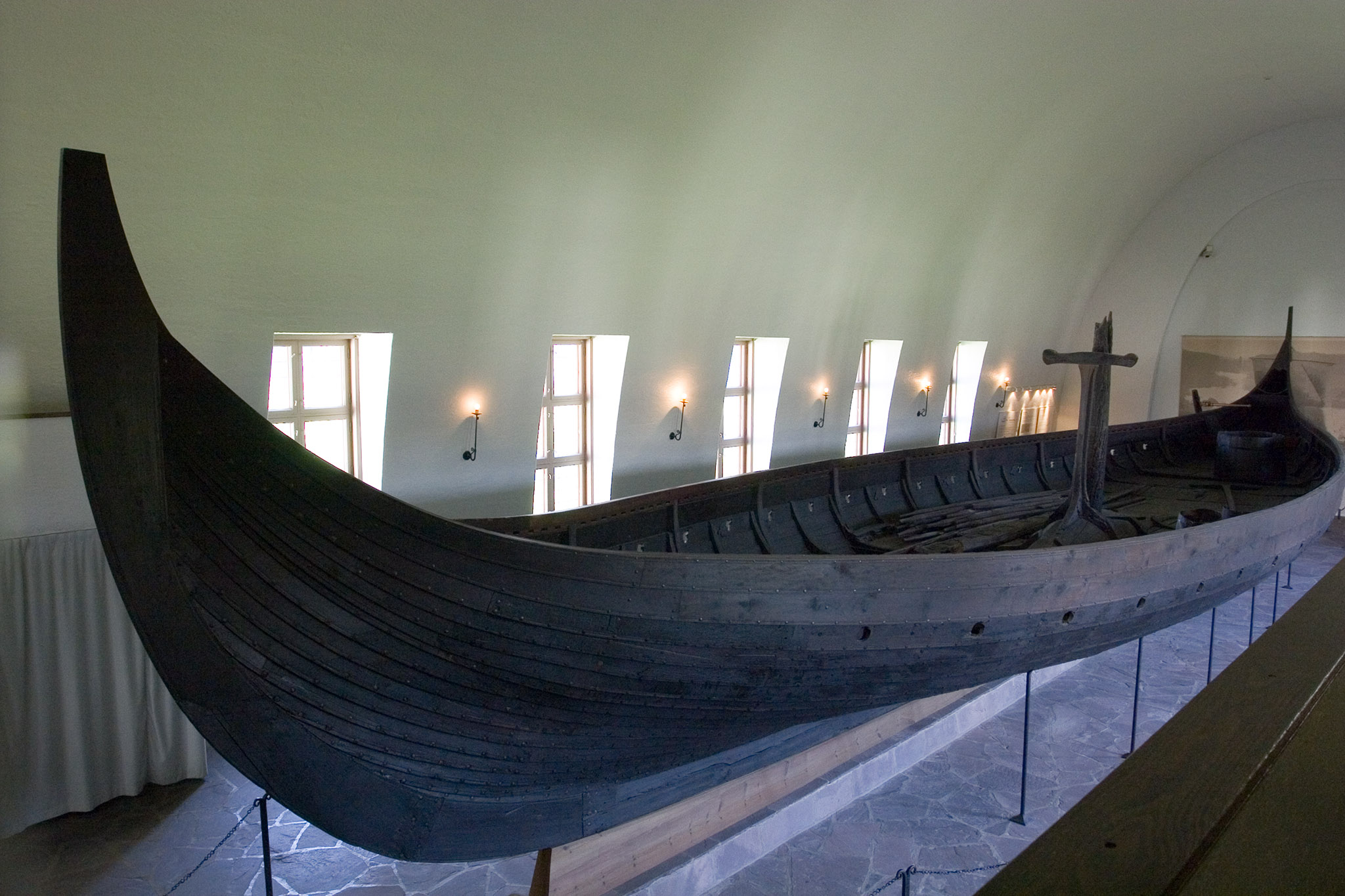
Карв (Гокстадський корабель) в Музеї кораблів вікінгів в Осло, Норвегія

Карв (норв. Karv(e)) або карфі (давньосканд. Karfi) — найменше судно, яке відноситься до «довгих кораблів». Відповідно до Закону Гулатинга X століття, корабель із 13 парами весел є найменшим кораблем, придатним для військового використання. В той же час до карвів відносяться кораблі із 6-16 парами весел і найбільші з них підпадали під визначення військових. Ці кораблі вважалися кораблями «загального призначення», які в переважно використовувалися для представницьких круїзів, риболовлі та торгівлі, але іноді використовувалися для військових цілей.
Карв був невеликим типом довгого корабля вікінгів із широким корпусом, дещо схожим на торговий кнор. У той час як більшість довгих кораблів мали співвідношення довжини до ширини 7:1, пропорції карвів були менш видовжені і ближчі до співвідншення 4,5:1. Відомим археологічним прикладом корабля типу карв є Гокстадський корабель, побудований приблизно наприкінці IX століття і розкопаний у 1880 році Ніколаєм Ніколайсеном. Це було приблизно 23-метрове судно з 16 парами весел.

### Снекья

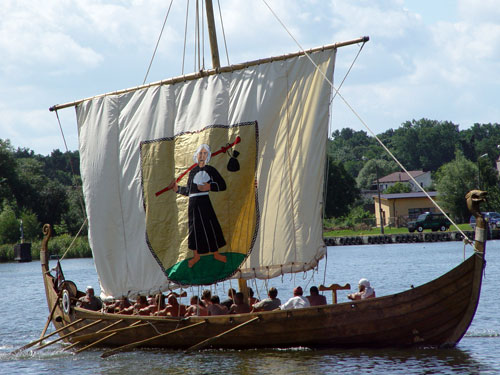
Повномасштабна копія снекья вікінгів в Моронгу, Польща

Снекья (snekkja або snekke) — довгий корабель середніх розмірів, який використовувався у війні, і класифікувався як корабель із принаймні 20-ма парами весел (гребними лавками). Типовий снекья міг бути 17 м завдовжки і 2,5 м завширшки з осадкою лише 0,5 м. Його екіпаж складався з приблизно 41 чоловіків (40 веслярів і один стерновий).
Снекья були одним з найпоширеніших типів кораблів. Відповідно до історії вікінгів, Канут Великий використовував 1200 кораблів такого типу у Норвегії в 1028 році.
Норвезькі кораблі снекья, призначені для глибоких фіордів і атлантичної погоди, зазвичай мали більшу осадку, ніж данські кораблі, призначені для більш мілких заток і піщаних пляжів. Снекья були настільки легкими, що їм не були потрібні порти – їх можна було просто витягнути на берег або навіть транспортувати по берегу волоком.
Після завершення доби вікінгів снекья продовжували розвиватися, причому пізніші норвезькі зразки стали більшими та важчими за кораблі часів вікінгів. Сучасна версія все ще використовується в Скандинавії, і тепер вона називається snipa шведською мовою та snekke норвезькою.

### Скейд

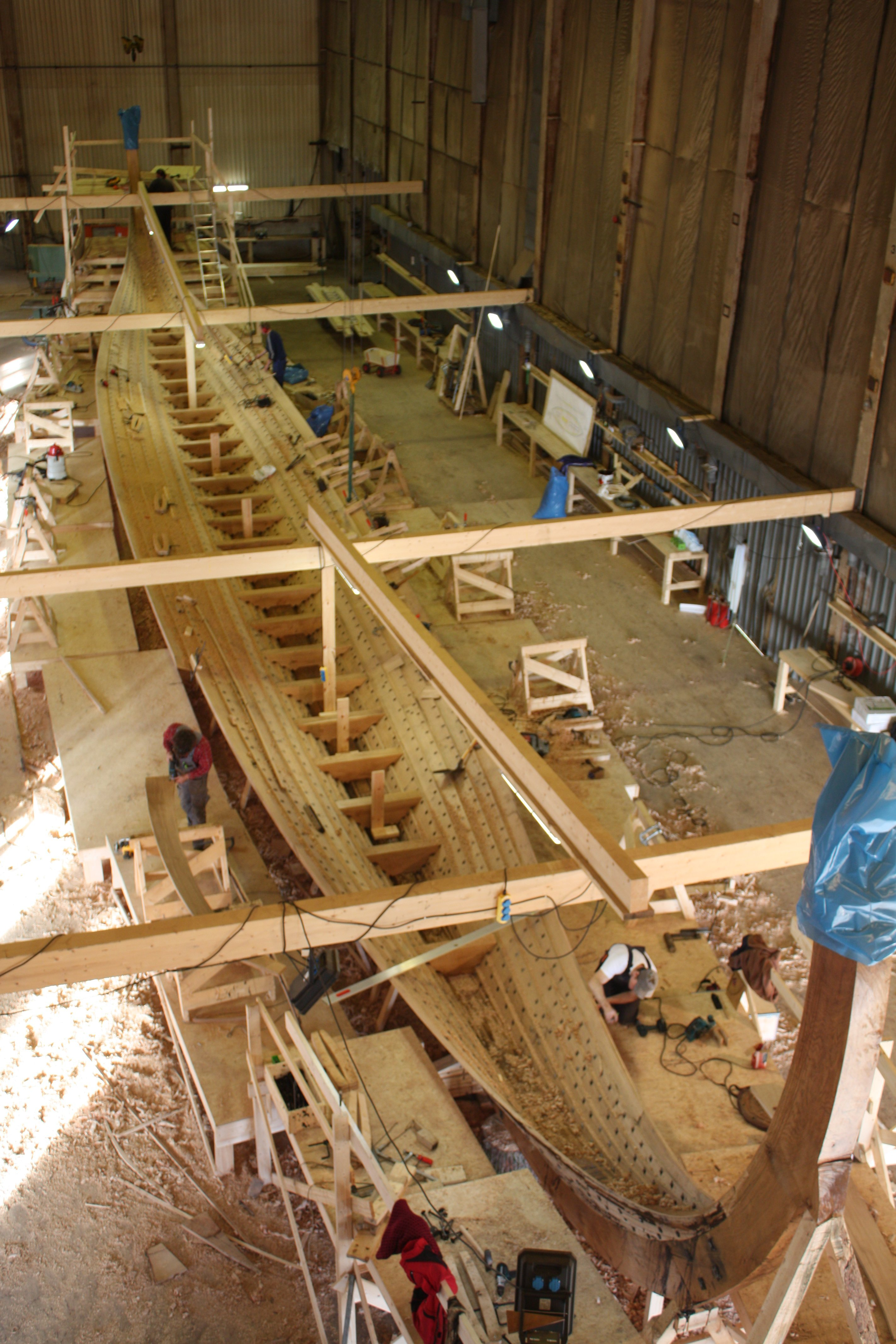
Будівництво 35-метрової репліки скейда Draken Harald Hårfagre

Скейд (skeið) — великі військові кораблі, що мали понад 30 пар весел (гребних лавок). Кораблі цього типу є одними з найбільших дотепер знайдених довгих кораблів. Декілька таких кораблів виявили данські археологи в Роскілле під час розкопок в Роскілле-фіорді в 1962 і 1996-97 роках. Корабель Скулелев-2, відкритий у 1962 році, є дубовим довгим кораблем типу скейд. Вважається, що він був побудований в районі Дубліна приблизно в 1042 році. Скулелев-2 мав близько 30 пар весел, міг перевозити екіпаж приблизно з 70-80 осіб і був трохи менше 30 м завдовжки. У 1996—1997 роках археологи виявили в гавані Роскілле залишки ще одного корабля. Це судно, датоване приблизно 1025 роком, отримало назву Роскілле-6 і має 37 м завдовжки та є найдовшим дотепер знайденим кораблем вікінгів.
Музей кораблів вікінгів у Роскілле керував проєктом створення репліки корабля Скулелев-2, що отримала назву «Морський жеребець із Глендалоу» (дан. Havhingsten fra Glendalough), вартістю 1,34 мільйона євро. Проєкт тривав із серпня 2000 року по вересень 2004 року і включав майже 40 000 годин праці. Влітку 2007 року «Морський жеребець» здійснив плавання з Роскілле в Дублін і назад.
У 2012 році у Норвегії був спущений на воду 35-метровий довгий корабель типу скейд під назвою Draken Harald Hårfagre. Його збудували з нуля фахівці, використовуючи оригінальні методи вікінгів та експериментальні археологічні методи.

### Дракар

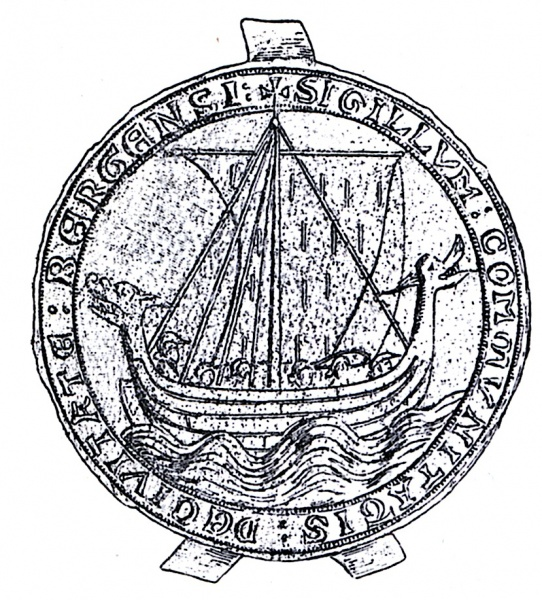
На міській печатці Бергена зображено довгий корабель вікінгів — можливо, дракар.

Дракар (Drakkar або dreki — «судно-дракон») — тип корабля з тридцятьма гребними лавками й більше, які відомі лише з історичних джерел, таких як Сага про Ґонґу-Грольфа XIII століття і жодного разу не були підтверджені археологічно. В сагах ці судна описуються як надзвичайно вишукані і багато прикрашені кораблі, що використовувались для війни та грабіжницьких набігів. Ймовірно, ці кораблі були скейдами, які відрізнялися лише розміщеними на штевнях зображеннями грізних звірів, таких як дракони та змії.
Найпершим згаданим дракаром був корабель невстановлених розмірів, що належав Гаральду Прекрасноволосому в X столітті.  Першим дракаром, розмір якого згадується в джерелі, був Tranann з 30 парами весел Олафа Трюггвасона, побудований у Нідаросі приблизно в 995 році.  Найвідомішим у цей період став його пізніший корабель Ormrinn Langi («Довгий змій») із 34 парами весел, побудований протягом зими 999—1000 років і зігравший повідну роль в морській битві під Сволдером. Під час археологічних розкопок не було знайдено справжнього корабля-дракона, описаного в сагах.
Міська печатка Бергена, Норвегія, створена в 1299 році, зображує корабель із головою дракона на обох кінцях, що може представляти корабель типу дракар.

## Спадщина

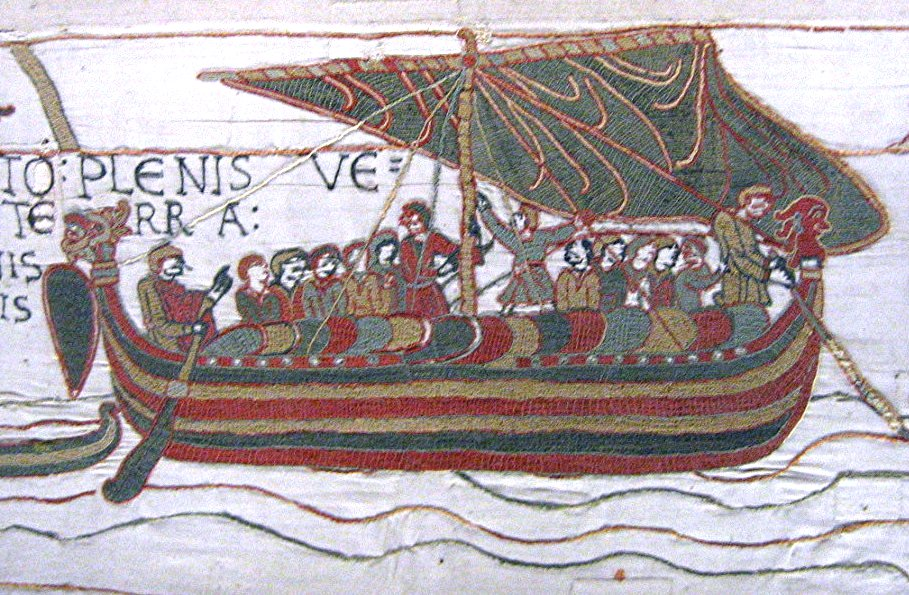
Зображення з гобелена з Байє, на якому показано корабель Гарольда II Годвінсона, який наближається до берегу, ймовірно, в гирлі річки Сомма

Вікінги зробили великий внесок у сучасну технологію суднобудування. Їхні методи кораблебудування поширилися завдяки широкому контакту з іншими культурами, і відомо, що кораблі XI та XII століть запозичили багато конструктивних особливостей довгих кораблів, незважаючи на те, що минуло багато століть.
Багато істориків, археологів і любителів пригод реконструювали довгі кораблі, намагаючись зрозуміти, як вони працювали. Ці відтворювачі змогли ідентифікувати багато досягнень вікінгів, щоб зробити корабель кращим судном.
Довгий корабель був універсальним судном. Він був достатньо надійним і міцним судном і при цьому легким, швидким і спритним. З усіма цими якостями довгий корабель не мав собі рівних протягом століть, аж до появи великого північноєвропейського кога.
У Скандинавії довгі кораблі були звичайним судном для війни навіть із запровадженням когів у XII—XIII століттях. Лейданський закон про збори з флоту залишався в силі протягом більшої частини Середньовіччя, вимагаючи, щоб на вимогу короля вільні люди будували, облаштовували та укомплектовували військові кораблі — кораблі з принаймні 20 або 25 парами весел (40–50+ веслярів). Однак вже наприкінці XIV століття ці судна з низьким бортом стали програвати в зіткненнях з новішими і вищими кораблями. Коли найняті Ганзейським союзом Віталійські брати (балтійські пірати) напали восени 1393 року на Берген, норвезькі військові кораблі Маргарити I Данської не змогли взяти на абордаж «великі кораблі» піратів і нападникі змогли безкарно розграбувати місто. Таким чином для ведення війни поступово перейшли до використання інших типів кораблів з високими бортами і ще вищими надбудовами (кастелями) на кормі та носі. Згадка про поразку останнього довгого корабля в бою надходить з 1429 року.

## Відомі довгі кораблі

### Археологічні знахідки
Археологи розкопали кілька оригінальних кораблів, побудованих в часи Доби вікінгів. Добірка суден, яка була особливо важливою для сучасного розуміння дизайну та методів будівництва довгих кораблів, включає такі кораблі:
- Нидамський човен (бл. 310—320 рр. н. е.) — поховальний корабель з Данії. Дубовий човен 24 метри завдовжки і приводився в рух лише за допомогою весел. Ніякої щогли не прикріплено, оскільки це було пізнішим доповненням до конструкції лонгшипа. Корабель Nydam демонструє поєднання будівельних стилів і важливий для нашого розуміння еволюції ранніх кораблів вікінгів.
- Пуцьк-2 — назва довгого корабля, знайденого в Гданській затоці в Польщі в 1977 році. Він був датований першою половиною Х століття і мав 19 до 20 метрів (62 до 66 фут) довгий у своєму дні. Він особливий і важливий тим, що будувався не скандинавськими, а західнослов'янськими майстрами. Конструкція лише незначно відрізняється від скандинавських довгих кораблів[20].
- Хедебю-1 — довгий корабель типу скейд, знайдений в гавані Хедебю в 1953 році. Мав майже 31 метр (102 фути) завдовжки і був збудований приблизно в 985 році нашої ери. При максимальній ширині в міделі лише 2,7 метрів, показник співвідношення його ширини до довжини складав більше 11, що робить його найбільш видовженим відомим довгим кораблем. Човен Хедебю-1 було виготовлено з дубової деревини і його будівництво вимагало дуже високого рівня майстерності[21].
- Усеберзький корабель і Гокстадський кораблель — обидва з Вестфолла в Норвегії. Обидва вони представляють дизайн довгого корабля пізньої доби вікінгів.
- Роскілле-6 — це назва найдовшого довгого корабля, коли-небудь знайденого, що мав завдовжки приблизно 37,5 метрів (123 футів). Він був виявлений у 1996—1997 роках під час земляних робіт біля Музею кораблів вікінгів у Роскілле в Данії. Корабель був побудований близько 1025 року[22].
- Єллестадський корабель[no] — поховальний корабель завдовжки ~21 м. Побудований у Норвегії близько 732 року, був виявлений у 2018 році. У грудні 2022 року завершили розкопки, а залишки кіля проходять консервацію[23][24].

### Літературні згадки
Особливо репрезентативні довгі кораблі вікінгів отримували власну назву. Так перший відомий великий військовий корабель короля Олафа I Трюггвасона мав назву «Tranann». Згодом він привіз інший корабель з Гельгеланду під назвою «Wurm», а відтак побудував ще більший корабель із 34 гребними лавами з кожного боку. Це був «Ormurin langi» (Довгий змій). Корабель-попередник з тих пір називався «Ormurin skamma» (Короткий змій). Корабель святого Олафа називали «Karlhöfði» (Голова людини), тому що на ньому була вирізана голова короля замість голови дракона. Він також мав корабель під назвою «Visundur» (Зубр), тому що на його форштевні була голова зубра. Кажуть, що це також було позолочене. Ще один корабель відомий під назвою «Tranann». Король Гокон IV назвав свій корабель «Krosssúðina». Кораблі також називали на честь того, хто їх дарував. Це було ім'я Knorr «Sveinsnautr», дане Королем Свейном. Або його назвали на честь того, у кого його вкрали, як корабель «Halfdanarnautr». Пізніші назви кораблів походять від нинішнього власника: «Reimarssúð» (1370) і «Álfsbúza» (1392). Християнські імена також часто використовувалися в християнський період: «Postolasúð», «Krosssúð», «Ólafssúð», «Katrínarsúð», «Sunnifasuð» тощо. Лише в XV столітті кораблі містять імена святих без додавання, наприклад «святий Петро».
Перелік важливих кораблів, відомих лише з письмових джерел, включає «Mora» — корабель, подарований Вільгельму Завойовнику його дружиною Матильдою, який використовувався як флагманський корабель Вільгельма під час нормандського завоювання Англії.
| Відомі з саг довгі кораблі, що мали від 30 пар весел | Відомі з саг довгі кораблі, що мали від 30 пар весел | Відомі з саг довгі кораблі, що мали від 30 пар весел | Відомі з саг довгі кораблі, що мали від 30 пар весел |
| Назва човнва                                         | Час і місце будівництва                              | Власник                                              | Кількість лав для гребців                            |
| ---------------------------------------------------- | ---------------------------------------------------- | ---------------------------------------------------- | ---------------------------------------------------- |
| Tranann                                              | Нідарос, 995                                         | Олаф I Трюггвасон                                    | 30                                                   |
| Ormurin skamma (Wurm)                                | Салтен, до 999                                       | фермер Рауд                                          | 30                                                   |
| Ormurin langi                                        | Нідарос, 999—1000                                    | Олаф I Трюггвасон                                    | 34                                                   |
|                                                      | Ругаланн, до 1020                                    | Ерлінг Скьялгсон                                     | 30                                                   |
| Visundur                                             | Нідарос, 1026                                        | Олаф II Гаральдсон                                   | 30                                                   |
| Búzu-skip                                            | Нідарос, 1061—1062                                   | Гаральд III Гардроде                                 | 35                                                   |
| Maríusúð I                                           | Нідарос, 1182—1183                                   | Сверрір I Сігурдсон                                  | 32                                                   |
| Ógnabrandur                                          | Нідарос, 1199                                        | Сверрір I Сігурдсон                                  | 30                                                   |
|                                                      | Нідарос, 1206—1207                                   | Інге III Бардссон                                    | 36                                                   |
|                                                      | Нідарос, 1206—1207                                   | Ярл Гокон                                            | 32                                                   |
|                                                      | Нідарос, 1206—1207                                   | Пітер Стейпе                                         | 32                                                   |
| Ólavssúð                                             | невідомо                                             | Біркебейнери                                         | 31                                                   |
| Langfredag                                           | Нідарос, 1232—1233                                   | Ярл Скулі                                            | 36                                                   |
| Kross-súð                                            | Оруст, 1252—1253                                     | Гокон IV Гоконссон                                   | 35?                                                  |
| Maríusúð II                                          | Берген, 1256—1257                                    | Гокон IV Гоконссон                                   | 30                                                   |
| Kristsúð                                             | Берген, 262—1263                                     | Гокон IV Гоконссон                                   | 37                                                   |

### Репліки

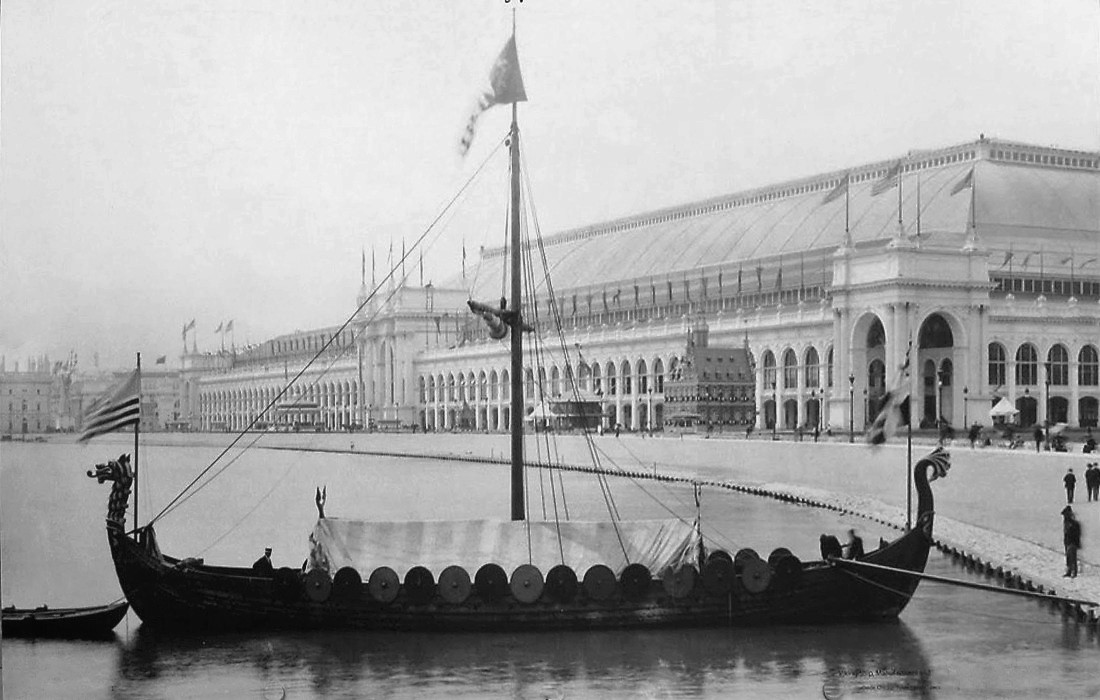
Viking — репліка Гокстадського корабля на Всесвітній виставці, Чикаго, 1893 рік

З моменту відкриття  у 1800-х роках оригінальних довгих кораблів було здійснено багато спроб збудувати репліки та копії кораблів вікінгів. Однак більшість будівельників не змогли встояти перед спокусою використати в процесі будівництва сучасні матеріали, методи та інструменти. У 1892–93 роках норвежець Магнус Андерсен збудував у Бергені повнорозмірну копію Гокстадського корабля під назвою «Viking». На ньому команда дослідників перетнула Атлантику і прибула на Всесвітню виставку в Чикаго. Копія довгого корабля «Саттон Гу», виготовлена в масштабі 1:2 була оснащена великим вітрилом, незважаючи на те, що оригінал був озброєний лише веслами. На виготовлення пішов рік.
З моменту виготовлення першої репліки «Viking» було створено багато інших копій кораблів вікінгів, включно з репліками довгих кораблів. Будівельники деяких копій просто надихались загальним дизайном та технологіями будівництва довгих кораблів, тоді як інші репліки є складними роботами експериментальної археології, які намагались відтворити оригінали якомога точніше.
Репліки довгих кораблів вікінгів, важливі для розуміння оригінального дизайну та конструкції довгих кораблів, включають:
- Viking (Вікінг) — найперша копія довгого корабля вікінгів була побудована на верфі Rødsverven у Сандефіорді, Норвегія, за зразком Гокстадського корабля. У 1893 році він переплив Атлантичний океан до Чикаго в Сполучених Штатах для участі у Всесвітній Колумбійській виставці.
- Репліки Скулелевських кораблів — усі п'ять Скулелевських кораблів були відтворені репліках, деякі з них кілька разів. Кожен з них має різну конструкцію, але лише кораблі Скулелев-1, 2 і 5 відносяться до довгих кораблів.

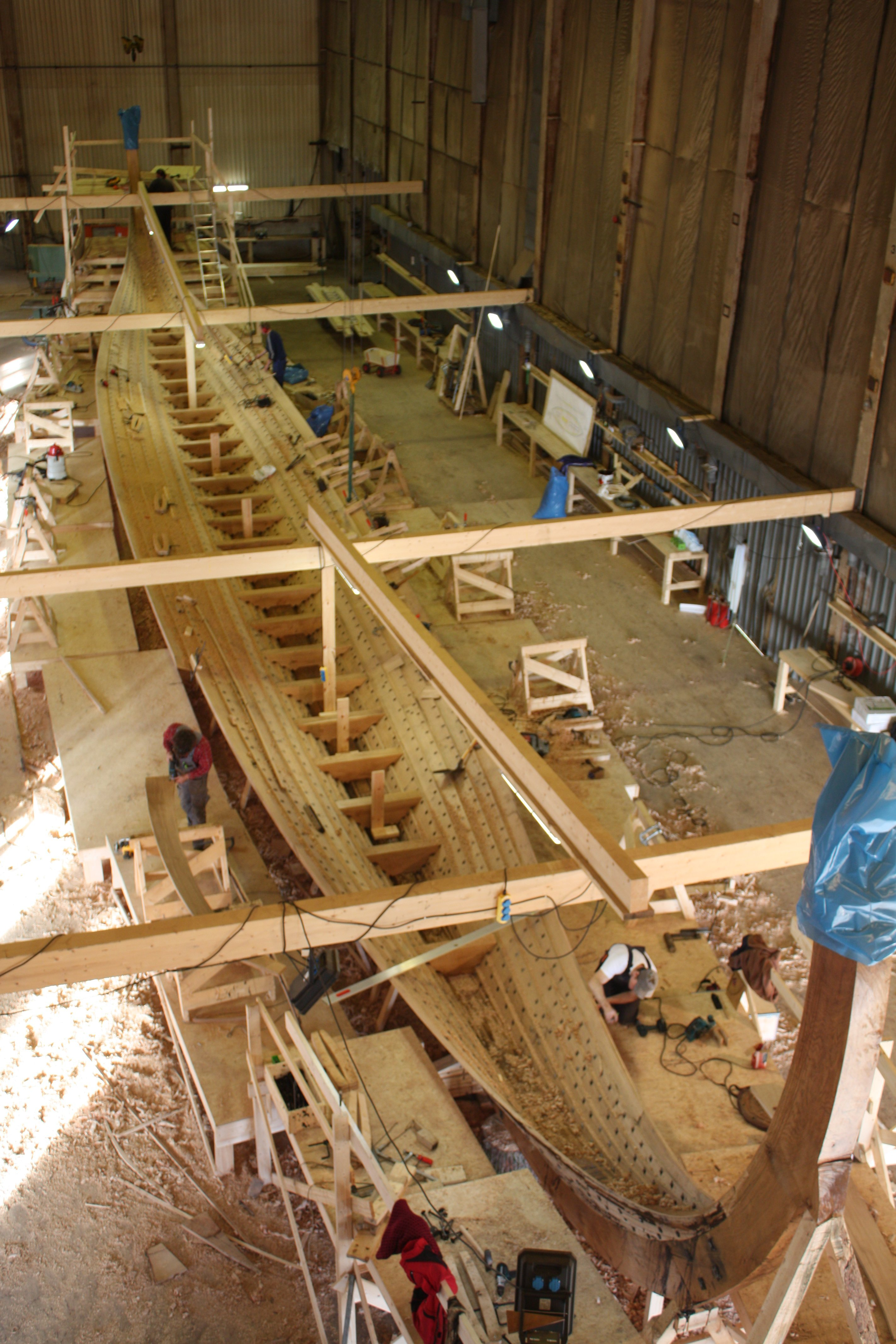
Будівництво 35-метрової репліки скейда Draken Harald Hårfagre

- Будівництво 35-метрової репліки скейда Draken Harald HårfagreHavhingsten fra Glendalough (Морський жеребець із Глендалоу) — копія корабля «Скулелев-2», побудована автентичними методами. Репліка має довжину 30 метрів і є другою по довжині будь-коли зробленою копією корабля вікінгів. Оригінальний корабель Скулелев-2 був побудований поблизу Дубліна приблизно в 1042 році і відкритий в Роскілле, Данія в 1962 році. «Морський жеребець із Глендалоу» відплив із Роскілле до Дубліна влітку 2007 року на честь подорожі оригіналу[19]. Взимку 2007—2008 років «Морський жеребець» був виставлений біля Національного музею в Дубліні, а влітку 2008 року повернувся до Роскільде.
- Dragon Harald Fairhair (Дракон Гаральда Прекрасноволосого) — найбільший довгий корабель, побудований у наш час, з довжиною корпусу в 35 метрів. Корабель не є копією будь-якого конкретного оригінального корабля, а був побудований за допомогою автентичних будівельних методів. Він був побудований в Гаугесунні, Норвегія, і спущений на воду в 2012 році.
- Íslendingur (Ісландія) — повнорозмірна копія 22-метрового Гокстадського корабля, побудованого з використанням традиційних будівельних технологій. У 2000 році він вирушив з Ісландії до Л'Анс-о-Медоуз у Ньюфаундленді, щоб взяти участь у святкуванні 1000-річчя відкриття Лейфом Еріксоном Америки[29].
- Munin — копія Гокстадського корабля в половину розміру. Пришвартований у Ванкуверському морському музеї, він був побудований у Скандинавському громадському центрі, Бернабі, Британська Колумбія, і спущений на воду в 2001 році[30][31].
- Myklebust — повнорозмірна копія 30-метрового Миклебюстського корабля, найбільшого корабля, знайденого в Норвегії, що був збудований приблизно в 880 році. Репліка виготовлена в 2019 році і розміщена в Музеї Сагастад у Нордфьордейді і є найбільшою копією, заснованою на оригінальній знахідці.